# June Maston
June Elaine Rita Maston (później Ferguson, ur. 14 marca 1928 w Sydney, zm. 4 grudnia 2004 w Tweed Heads) – australijska lekkoatletka, trenerka.
W składzie sztafety sprinterek 4 × 100 m zdobyła srebrny medal na igrzyskach olimpijskich w Londynie 1948. Po zakończeniu kariery zawodniczej zajęła się pracą trenerską, doprowadziła swoje podopieczne do pięciu tytułów mistrzyń olimpijskich. Trenowana przez Maston Betty Cuthbert była jedną z największych gwiazd olimpiady w Melbourne 1956, zdobywając złoto na dystansach sprinterskich 100 i 200 m oraz w sztafecie 4 × 100 m; w Tokio 1964 dołożyła do swojej kolekcji czwarty tytuł (400 m). Na olimpiadzie w Meksyku 1968 inna zawodniczka prowadzona przez Maston, Maureen Caird, wygrała bieg na 80 metrów przez płotki.